# Jessica Jacobs
Jessica Jacobs (* 20. Dezember 1976 in Wisconsin als Jessica Umentum) ist eine ehemalige Triathletin aus den Vereinigten Staaten und dreifache Ironman-Siegerin (2010, 2011). Sie wird in der Bestenliste US-amerikanischer Triathletinnen auf der Ironman-Distanz geführt.

## Werdegang
Als das jüngste von acht Geschwistern kam Jessica Umentum schon in jungen Jahren zum Ausdauersport und war an der University of Wisconsin LaCrosse in der Leichtathletik aktiv.

### Erster Ironman-Start 2003
2003 startete Jessica Jacobs in Zürich bei ihrem ersten Ironman. 2005 ging sie erstmals beim Ironman Hawaii (Ironman World Championships) an den Start – nur zehn Wochen nach der Geburt ihrer Tochter.

### Profi-Athletin seit 2007
Die frühere Berufssoldatin Jacobs beendete 2007 ihre Tätigkeit beim Militär und startete seitdem als Triathlon-Profi – vorwiegend auf der Langdistanz (3,8 km Schwimmen, 180 km Radfahren und 42,195 km Laufen). Im November 2008 beim Ironman in Florida konnte sie mit einer Radzeit von 4:50 Stunden überraschen und sie wurde Dritte.
Im November 2010 konnte sie dann in Florida den Bewerb über die Langdistanz für sich entscheiden und diesen Erfolg im Jahr 2011 auch wiederholen. Mit ihrer Siegerzeit von 8:55:10 Stunden erreichte sie die dreizehnt-schnellste je bei Frauen erreichte Ironman-Zeit. Jessica Jacobs wurde trainiert von Derick Williamson. 2014 beendete sie offiziell ihre Zeit als Profi-Athletin.
Im September 2017 gewann sie mit dem Ironman Korea ihr viertes Ironman-Rennen und seit 2017 tritt sie nicht mehr international in Erscheinung.
Sie lebt seit November 2010 mit ihrem Mann  und der gemeinsamen Tochter  in El Paso, Texas.

## Sportliche Erfolge
| Datum/Jahr    | Rang | Wettbewerb                       | Austragungsort | Zeit     | Bemerkung |
| ------------- | ---- | -------------------------------- | -------------- | -------- | --------- |
| 19. Aug. 2012 | 1    | Steelhead Ironman 70.3           | Benton Harbor  | 04:24:43 |           |
| 15. Juli 2012 | 1    | Ironman 70.3 Racine              | Racine         | 04:26:04 |           |
| 24. Juni 2012 | 2    | Ironman 70.3 Buffalo Springs     | Lubbock        | 04:28:47 |           |
| 20. Mai 2012  | 1    | Ironman 70.3 Florida             | Orlando        | 04:24:30 |           |
| 14. Aug. 2011 | 3    | Steelhead Ironman 70.3           | Benton Harbor  |          |           |
| 2008          | 1    | Chattanooga Waterfront Triathlon | Chattanooga    |          |           |

| Datum/Jahr    | Rang | Wettbewerb            | Austragungsort | Zeit     | Bemerkung |
| ------------- | ---- | --------------------- | -------------- | -------- | --- |
| 9. Sep. 2017  | 1    | Ironman Korea         | Gurye          | 10:23:20 | |
| 2. Nov. 2013  | 14   | Ironman Florida       | Panama City    | 09:22:51 | |
| 8. Sep. 2013  | DNF  | Ironman Wisconsin     | Madison        | –        | |
| 22. Sep. 2013 | 6    | Ironman Lake Tahoe    | Lake Tahoe     | 10:26:47 | |
| 13. Okt. 2012 | 26   | Ironman Hawaii        | Hawaii         | 11:38:39 | |
| 4. März 2012  | 4    | Ironman New Zealand   | Taupō          | 04:31:46 | Witterungsbedingt musste der Ironman auf verkürztem Kurs als Ironman 70.3 ausgetragen werden.                                                                     |
| 5. Nov. 2011  | 1    | Ironman Florida       | Panama City    | 08:55:10 | neuer Streckenrekord |
| 11. Sep. 2011 | 1    | Ironman Wisconsin     | Madison        | 09:41:03 | |
| 7. Nov. 2010  | 1    | Ironman Florida       | Panama City    | 09:07:49 | erster Ironman-Sieg mit etwa sieben Minuten Vorsprung auf die Zweitplatzierte, die Ungarin Erika Csomor (3,8 km Schwimmen, 180 km Radfahren und 42,195 km Laufen) |
| 9. Okt. 2009  | 21   | Ironman Hawaii        | Hawaii         | 10:04:17 | |
| 21. Juni 2009 | 7    | Ironman Coeur d’Alene | Idaho          | 09:54:58 | |
| 1. Nov. 2008  | 3    | Ironman Florida       | Panama City    | 09:17:51 | |
| 7. Sep. 2008  | 3    | Ironman Wisconsin     | Madison        |          | |
| 15. Okt. 2005 |      | Ironman Hawaii        | Hawaii         | 11:51    | Ironman World Championship |
| 12. Sep. 2004 |      | Ironman Wisconsin     | Madison        |          | 1. Rang in der Klasse: USAT, 25-29 Women |
| 27. Juli 2003 |      | Ironman Switzerland   | Zürich         | 13:21    | erster Ironman-Start |

(DNF – Did Not Finish)